# Distretto di Ventspils
Il distretto di Ventspils (in lettone Ventspils Rajons) è stato uno dei 26 distretti della Lettonia situato nella regione storica della Curlandia.
Confinava con i distretti di Talsi, Kuldīga e Liepāja e si affacciava sul mar Baltico.
In base alla nuova suddivisione amministrativa è stato abolito a partire dal 1º luglio 2009